# Жук, Пётр Павлович
Пётр Павлович Жук (16 апреля 1928 — 19 апреля 2009) — капитан пассажирских судов системы украинского речного транспорта Днепровского пароходства, Герой Социалистического Труда.

## Биография
Родился 16 апреля 1928 года в с. Пекари (ныне — Черкасской области Украины) в семье потомственных речников.
В годы Великой Отечественной войны был членом партизанских отрядов «Шевченко», «Истребитель» и «Боженко», которые выполняли боевые операции в тылу врага на территории Каневского и Корсунь-Шевченковского районов Черкасской области.
Окончил Киевское ремесленное училище № 3 по судоводительской специальности (1946). С 1946 по 1992 год работал на различных должностях в системе речного флота Украины.
В 1960 году окончил заочно Горьковский институт инженеров водного транспорта.
Прошёл трудовой путь от слесаря Киевского судостроительного судоремонтного завода, матроса, рулевого до капитана флагманов пассажирского флота — теплоходов «Н. Крупская», «Тургенев», «Чехов», «В. И. Ленин» (в годы независимости Украины — «Максим Рыльский», с 2010 года — «Михаил Булгаков»).
За отличные производственные и финансовые показатели 14 сентября 1966 года Президиум Верховного Совета СССР присвоил звание Героя Социалистического Труда с вручением ордена Ленина и золотой медали «Серп и Молот». На то время Жук Пётр Павлович стал самым молодым Героем Социалистического Труда Украинской ССР.
В апреле 1986 года участвовал в ликвидации последствий аварии на Чернобыльской атомной электростанции. Был в числе первых водников, которые посредством речного сообщения эвакуировали жителей из зараженной радиацией 30-километровой зоны.
Награждён двумя орденами Ленина, несколькими медалями, грамотами Верховного Совета, Совета Министров Украинской ССР, Кабинета Министров Украины, Киевской городской государственной администрации, званием «Заслуженный работник речного транспорта».
Активно занимался общественной деятельностью. Был депутатом Подольского районного совета в Киеве, заместителем председателя Совета ветеранов Подольского района.
В 1997—2009 капитан по охране судов. Жил в Киеве. Умер 19 апреля 2009 года. Похоронен на Лесном кладбище.

## Награды
- Медаль "За трудовую доблесть"
- Герой Социалистического Труда, Указ от 14 сентября 1966 года